# A Szerencsejáték Zrt. székháza (Miskolc)
A Szerencsejáték Zrt. Miskolci Értékesítő Régió székháza a Zsolcai kapu 28. alatt áll. Az épület egykor a munkásbiztosító, majd az Országos Társadalombiztosító Intézetet (OTI) épülete volt.

## Története
A Magyarországi Munkások Rokkant- és Nyugdíj-egyletének miskolci részlege 1910 körül alakult meg, de állandó épülete nem volt. Az Országos Munkás Betegsegélyező és Balesetbiztosító Pénztárt 1907-ben hozták létre, ebből alakult ki 1925-ben az Országos Társadalombiztosító Intézet (OTI). A miskolci Társadalombiztosítási Intézet szintén 1925-ben jött létre, amely eleinte a Luther-udvarban (Hunyadi utca 8.), illetve a Kis-Hunyad u. 5. számú házban működött. Ez az épület azonban nem volt alkalmas a nagy ügyfélforgalom fogadására, ezért szükség volt egy megfelelő épület megvásárlására. A Zsolcai kapuban találtak egy félig kész állapotban lévő kétemeletes épületet, amit ugyan bérháznak épített a Kardos és Bárdos cég, de a célnak kiválóan megfelelt – egy ideig. Hamar szűk lett ez a székház is, ezért felvetődött az emeletráépítés lehetősége, vagy egy új épület felhúzása az OTI tulajdonában lévő telek déli oldalán, a Tisza István (ma Bajcsy-Zsilinszky) úton. Végül mind a két elképzelés megvalósult. Az emeletráépítés tervét Feldman László készítette 1937-ben. A tervek szerint a földszinten üzleteket alakítottak ki, az első emeleten volt a nyilvántartó, a segélyezési és felülvizsgálati osztály és a pénztár. A második emeleten az ügyintézés egységei, a harmadikon az iktató, az irattár, raktárak, a tanácsterem és vendégszobák kaptak helyet. Valamikor az 1930-as évek második felében, a ház keleti oldalán még egy egytengelyes, kapubejárós pótlást is kapott az épület – gyökeresen elütő stílusban. Az épületben az 1960–70-es években a tüdőszűrő intézet működött, az emeleti részeket pedig már korábban lakásokká alakították át. 1994-ben az épület a TÜZÉP irodaháza lett, majd a 2010-es években már a Szerencsejáték Zrt. Miskolci Értékesítő Régió székháza van benne, földszintjén lottózóval.
1937-ben felépült a Tisza István utcai kétemeletes épület is, amelyben – a kisegítő helyiségeken kívül – csak orvosi rendelők voltak. Az épületben 1991-ig volt egészségügyi ellátás, ma a Miskolci Igazságügyi Műszaki Szakértői Iroda működik benne.

## Leírása
Az eredeti, kétemeletes épületről nincs sem építési dokumentáció, sem korabeli fénykép. Az még mai megjelenése alapján is szembe tűnik, hogy a második emeleti osztópárkány volt egykor a koronázópárkány, és a harmadik emelet ráépítése nem illeszkedik az eredeti architektúrához. A zavaros stílusképet csak fokozza a ház bal (keleti) oldalán végrehajtott bővítés, amit – eltérően az épület eredeti tömbjétől – az 1930-as évek végének jellegzetes neoeklektikus stílusjegyei szerint alakítottak ki, ráadásul a bővítés megbontotta a ház eredetileg szimmetrikus elrendezését is. Értékesek viszont a ház kovácsoltvas elemei.